# گلوجه (میانه)
گلوجه یکی از روستاهای استان آذربایجان شرقی است که در دهستان کاغذکنان شمالی بخش کاغذکنان شهرستان میانه واقع شده‌است. , و با روستاهای کلگان و قوشه بلاغ همسایه هست. در این روستا یک باغ بزرگی وجود دارد که در زمانی وقف امام حسین شده است و به باغ امام معروف است که اهالی روستا اگر نذر و قربانی داشته باشند در این باغ مراسمش را برگزار می‌کنند.
بخش کاغذکنان که بخش پر آبی است این روستا در این بخش با مدیریت شورای روستا و اهالی در آبرسانی به همه خانه ها موفق عمل کرده و گفه می شود بعد از شهر آقکند در این بخش اولین روستایی است که قبض آب صادر میشود.
بیشتر آب و هوای خنک و معتدل دارد به همراه وزش باد. شغل اکثریت اهالی کشاورزی و دامداری است.
یکی از ویژگی های این روستا در پرورش نسل های بعدی است که با فرهنگ سازی اهالی در مسیر درست قرار گرفته و در ارگان ها و دنشگاه ها در حال تدریس و دانش افروزی هستند. ارزش این بخش با توجه به جمعیت این روستا بیشتر قابل تأمل است.